# Esteban Baca Calderón
Esteban Baca Calderón är en ort i Mexiko.   Den ligger i kommunen Othón P. Blanco och delstaten Quintana Roo, i den östra delen av landet, 1 100 km öster om huvudstaden Mexico City. Esteban Baca Calderón ligger 64 meter över havet och antalet invånare är 222.
Terrängen runt Esteban Baca Calderón är huvudsakligen platt, men åt sydväst är den kuperad. Runt Esteban Baca Calderón är det glesbefolkat, med 8 invånare per kvadratkilometer. Det finns inga andra samhällen i närheten. I omgivningarna runt Esteban Baca Calderón växer i huvudsak städsegrön lövskog.